# Semana Internacional de Cine de Valladolid
La Semana Internacional de Cine de Valladolid (Seminci) es una muestra cinematográfica celebrada en la ciudad española de Valladolid, que ha ido evolucionando desde su creación en 1956 como Semana de Cine Religioso de Valladolid realizada durante la Semana Santa, hasta convertirse en uno de los principales festivales de cine internacional de España, destacando en el área del cine de autor e independiente.
En 2016 la Seminci fue reconocida con el Premio Castilla y León de las Artes, máximo galardón institucional de la Comunidad de Castilla y León.

## Historia

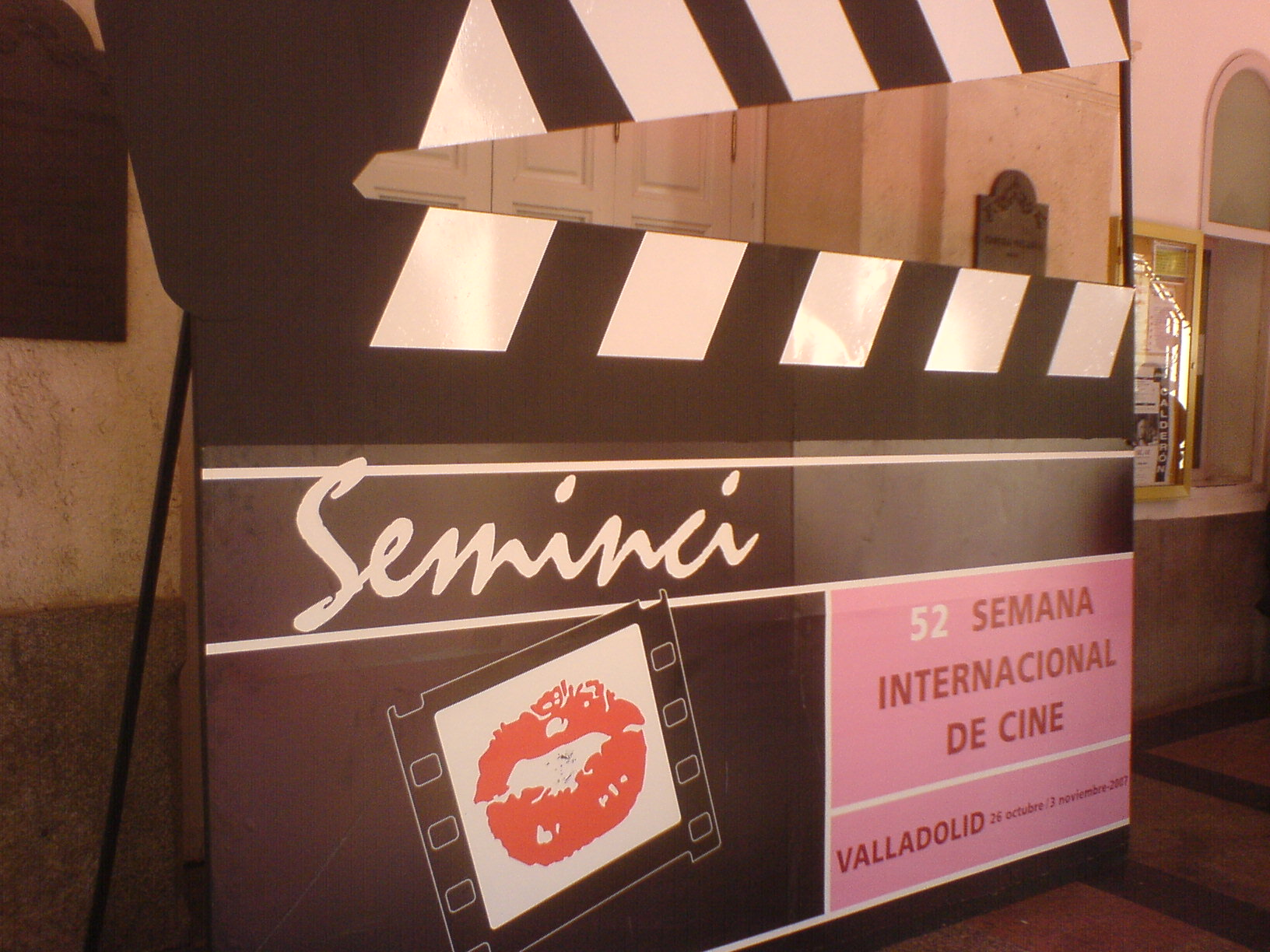
Claqueta de la Seminci en los soportales del Teatro Calderón.

La primera edición del festival se inició el 20 de marzo de 1956 con la denominación de Semana de Cine Religioso y la finalidad de transmitir valores morales católicos, uniendo su celebración a la de la Semana Santa vallisoletana. En las dos primeras ediciones no era de carácter competitivo y no se entregaron premios. En 1958 aparecieron los premios Don Bosco de oro y plata y la Mención especial, que al año siguiente fueron sustituidos por el Lábaro y el Premio Ciudad de Valladolid, respectivamente.
Las películas a mostrar eran seleccionadas ya entonces siguiendo criterios de calidad y no de cantidad, aunque eso supusiera tener un número insuficiente de filmaciones. A partir de 1960 el festival pasa a llamarse Semana Internacional de Cine Religioso y de Valores Humanos y la temática de las películas se amplió, aceptándose aquellas en las que predominaran los valores humanos y comprometidos. Ese año empezó también a entregarse la Espiga de Oro, que coexistió los siguientes años con los premios ya citados y desde 1961 con el Premio San Gregorio.
En 1973 el festival adoptó su nombre actual, debido al progresivo incremento de las películas a concurso y del interés de los productores por presentar sus obras en él. Al año siguiente desapareció el Lábaro y la Espiga pasó a ser el galardón principal. Posteriormente se introdujeron los premios a mejor actor y actriz (1979), mejor guion (1984), mejor primera película (1989), del Jurado (1991) y al mejor nuevo director (1992), entre otros.
Se otorga desde el año 1956, en el que la FIAPF (Federación Internacional de Asociaciones de Productores de Films) otorgó a la Semana Internacional de Cine de Valladolid la categoría A y lo reconoció como festival competitivo no especializado.

## Películas
Algunas películas destacadas que fueron proyectadas en la Seminci son El séptimo sello y El manantial de la doncella (de Ingmar Bergman) en 1960 y 1961, El niño salvaje (de François Truffaut) en 1970, La naranja mecánica (de Stanley Kubrick) en 1975, Primera plana (de Billy Wilder) en 1975, Loca evasión (de Steven Spielberg) en 1975, Alguien voló sobre el nido del cuco (de Milos Forman) en 1976, Thelma & Louise (de Ridley Scott) en 1991, Mi nombre es Joe (de Ken Loach) en 1998 y La ciudad está tranquila (de Robert Guédiguian) en 2000.

## Secciones y sedes
Las ediciones recientes de la Seminci constan de las secciones oficial (cine actual, con largometrajes y cortometrajes que pueden o no entrar a concurso), Punto de encuentro (cine de ficción que destaca por su temática o estilo), Tiempo de historia (cine documental sobre momentos o procesos históricos), Castilla y León en Corto (trabajos dirigidos por castellanoleoneses o rodados en esa comunidad), Castilla y León en Largo y Ciclos sobre cineastas, géneros, estilos, escuelas, cines nacionales, etc.
El Teatro Calderón es la sede principal del evento, y acoge las galas de inauguración, clausura y entrega de premios, además de varios pases de la sección oficial; el resto de proyecciones y secciones tienen lugar en diversos cines y salas de la ciudad.

## Premios
En la Seminci se otorgan actualmente los siguientes premios; los importes económicos corresponden a la edición de 2022:
| Premio                                    | Sección                  | Dotación (€) | Notas |
| ----------------------------------------- | ------------------------ | ------------ | --- |
| Espiga de Oro Largometraje                | Oficial                  | 75 000       | Premio económico entregado a la distribuidora española de la película.                                               |
| Espiga de Plata Largometraje              | Oficial                  | 25 000       | Premio económico entregado a la distribuidora española de la película.                                               |
| Premio Pilar Miró al Mejor Nuevo Director | Oficial                  | 10 000       | Para directores que compitan con su primer o segundo largometraje para cine.                                         |
| Premio Ribera de Duero al Mejor Director  | Oficial                  | 6000         | |
| Premio al Mejor Actor                     | Oficial                  | Sin dotación | |
| Premio a la Mejor Actriz                  | Oficial                  | Sin dotación | |
| Premio Miguel Delibes al Mejor Guion      | Oficial                  | Sin dotación | Creado en 2010 en homenaje al escritor vallisoletano.                                                                |
| Premio a la Mejor Dirección de Fotografía | Oficial                  | Sin dotación | |
| Premio José Salcedo al Mejor Montaje      | Oficial                  | Sin dotación | |
| Espiga de Oro Cortometraje                | Oficial                  | 6000         | Premio económico entregado al director.                                                                              |
| Espiga de Plata Cortometraje              | Oficial                  | 3000         | Premio económico entregado al director.                                                                              |
| Premio del Público                        | Oficial                  | Sin dotación | Otorgado según los votos de los espectadores y organizado por el periódico El Norte de Castilla.                     |
| Premio de la Juventud                     | Oficial                  | Sin dotación | Organizado por el Consejo Local de la Juventud de Valladolid y otorgado por un jurado de jóvenes entre 18 y 30 años. |
| Premio al Mejor Cortometraje Europeo      | Oficial                  | 2000         | Premio económico entregado al director.                                                                              |
| Mejor Largometraje                        | Punto de Encuentro       | 20 000       | Premio económico entregado al director.                                                                              |
| Mejor Cortometraje Extranjero             | Punto de Encuentro       | 3000         | Premio económico entregado al director.                                                                              |
| Premio La Noche del Corto Español         | Punto de Encuentro       | 3000         | Premio económico entregado al director.                                                                              |
| Premio del Público                        | Punto de Encuentro       | Sin dotación | Otorgado según los votos de los espectadores.                                                                        |
| Primer Premio                             | Tiempo de Historia       | 25 000       | Premio económico entregado al director.                                                                              |
| Segundo Premio                            | Tiempo de Historia       | 15 000       | Premio económico entregado al director.                                                                              |
| Mejor Cortometraje                        | Tiempo de Historia       | 3000         | |
| Premio del Público                        | Tiempo de Historia       | Sin dotación | Otorgado según los votos de los espectadores.                                                                        |
| Mejor Documental Nacional                 | Doc. España              | 6000         | Premio económico entregado al director.                                                                              |
| Castilla y León en Corto                  | Castilla y León en Corto | Sin dotación | Otorgado por un jurado propio.                                                                                       |
| Premio Espiga Arco Iris                   | Todas                    | Sin dotación | Al trabajo con mayor sensibilidad sobre el colectivo LGBTI.                                                          |
| Premio Espiga Verde                       | Todas                    | Sin dotación | Al trabajo con mayor sensibilidad sobre la protección del medio ambiente.                                            |
| Premio FIPRESCI                           | Oficial                  | Sin dotación | A la película más valorada por tres críticos internacionales.                                                        |
| Seminci Joven                             | Seminci Joven            | 6000         | Premio económico otorgado al director y decidido por votación popular entre los estudiantes asistentes.              |
| Premio Fundos                             | Todas                    | 6000         | A la película que muestre mejor la transformación e innovación social.                                               |
| Espiga de Honor                           | -                        | Sin dotación | Premio honorífico |

## Ediciones
En la siguiente tabla se resumen los principales datos de las ediciones de la Seminci celebradas hasta la fecha:
| Núm. | Fechas                                    | Director                     | Presidente del Jurado                | Notas                                                       |
| ---- | ----------------------------------------- | ---------------------------- | ------------------------------------ | ----------------------------------------------------------- |
| 1.ª  | 20 al 25 de marzo de 1956                 | Antolín de Santiago y Juárez | (no competitiva)                     | Semana de Cine Religioso                                    |
| 2.ª  | 1 al 7 de abril de 1957                   | Antolín de Santiago y Juárez | (no competitiva)                     |                                                             |
| 3.ª  | 17 al 23 de marzo de 1958                 | Antolín de Santiago y Juárez | Antolín de Santiago y Juárez, España | Semana Internacional de Cine Religioso                      |
| 4.ª  | 6 al 12 de abril de 1959                  | Antolín de Santiago y Juárez | Antolín de Santiago y Juárez, España |                                                             |
| 5.ª  | 17 al 24 de abril de 1960                 | Antolín de Santiago y Juárez | Gilbert Roger Salachas, Francia      | Semana Internacional de Cine Religioso y de Valores Humanos |
| 6.ª  | 9 al 16 de abril de 1961                  | Antolín de Santiago y Juárez | César Fernández Ardavín, España      |                                                             |
| 7.ª  | 22 al 29 de abril de 1962                 | Antolín de Santiago y Juárez | Camillo Bassotto, Italia             |                                                             |
| 8.ª  | 21 al 28 de abril de 1963                 | Antolín de Santiago y Juárez | Carl Vincent, Bélgica                |                                                             |
| 9.ª  | 12 al 19 de abril de 1964                 | Antolín de Santiago y Juárez | Charles Ford, Francia                |                                                             |
| 10.ª | 25 de abril al 2 de mayo de 1965          | Antolín de Santiago y Juárez | Léonide Moguy, Unión Soviética       |                                                             |
| 11.ª | 17 al 24 de abril de 1966                 | Antolín de Santiago y Juárez | Renato May, Italia                   |                                                             |
| 12.ª | 16 al 23 de abril de 1967                 | Antolín de Santiago y Juárez | Silvano Battisti, Italia             |                                                             |
| 13.ª | 21 al 28 de abril de 1968                 | Antolín de Santiago y Juárez | Howard Shetterly, Estados Unidos     |                                                             |
| 14.ª | 20 al 27 de abril de 1969                 | Antolín de Santiago y Juárez | Hermann Schwerin, Alemania           |                                                             |
| 15.ª | 19 al 26 de abril de 1970                 | Antolín de Santiago y Juárez | Mario Verdone, Italia                |                                                             |
| 16.ª | 18 al 25 de abril de 1971                 | Antolín de Santiago y Juárez | José María Forqué, España            |                                                             |
| 17.ª | 23 al 30 de abril de 1972                 | Antolín de Santiago y Juárez | Julio Diamante, España               | Semana Internacional de Cine                                |
| 18.ª | 29 de abril al 6 de mayo de 1973          | Antolín de Santiago y Juárez | Peter Besas, Estados Unidos          |                                                             |
| 19.ª | 28 de abril al 5 de mayo de 1974          | Carmelo Romero               | Krzysztof Zanussi, Polonia           |                                                             |
| 20.ª | 10 al 27 de abril de 1975                 | Carmelo Romero               | Mel Ferrer, Estados Unidos           |                                                             |
| 21.ª | 25 de abril al 2 de mayo de 1976          | Rafael González Yáñez        | (no consta)                          |                                                             |
| 22.ª | 23 al 30 de abril de 1977                 | Rafael González Yáñez        | (no consta)                          |                                                             |
| 23.ª | 25 de noviembre al 2 de diciembre de 1978 | Fernando Herrero             | (Jurado popular)                     |                                                             |
| 24.ª | 13 al 20 de octubre de 1979               | Fernando Herrero             | (Jurado popular)                     |                                                             |
| 25.ª | 17 al 25 de octubre de 1980               | Fernando Herrero             | (Jurado popular)                     |                                                             |
| 26.ª | 17 al 25 de octubre de 1981               | Fernando Herrero             | Agustina Bessa-Luís, Portugal        |                                                             |
| 27.ª | 9 al 17 de octubre de 1982                | Fernando Herrero             | Monica Tegelaar, Países Bajos        |                                                             |
| 28.ª | 15 al 23 de octubre de 1983               | Fernando Herrero             | Yilmaz Güney, Turquía                |                                                             |
| 29.ª | 27 de octubre al 4 de noviembre de 1984   | Fernando Lara                | (no consta)                          |                                                             |
| 30.ª | 26 de octubre al 3 de noviembre de 1985   | Fernando Lara                | Carmine Coppola, Estados Unidos      |                                                             |
| 31.ª | 25 de octubre al 2 de noviembre de 1986   | Fernando Lara                | (no consta)                          |                                                             |
| 32.ª | 23 al 31 de octubre de 1987               | Fernando Lara                | (no consta)                          |                                                             |
| 33.ª | 21 al 29 de octubre de 1988               | Fernando Lara                | (no consta)                          |                                                             |
| 34.ª | 20 al 28 de octubre de 1989               | Fernando Lara                | (no consta)                          |                                                             |
| 35.ª | 19 al 27 de octubre de 1990               | Fernando Lara                | (no consta)                          |                                                             |
| 36.ª | 18 al 26 de octubre de 1991               | Fernando Lara                | (no consta)                          |                                                             |
| 37.ª | 23 al 31 de octubre de 1992               | Fernando Lara                | (no consta)                          |                                                             |
| 38.ª | 22 al 30 de octubre de 1993               | Fernando Lara                | (no consta)                          |                                                             |
| 39.ª | 21 al 29 de octubre de 1994               | Fernando Lara                | (no consta)                          |                                                             |
| 40.ª | 20 al 28 de octubre de 1995               | Fernando Lara                | (no consta)                          |                                                             |
| 41.ª | 20 al 28 de octubre de 1996               | Fernando Lara                | (no consta)                          |                                                             |
| 42.ª | 24 de octubre al 1 de noviembre de 1997   | Fernando Lara                | (no consta)                          |                                                             |
| 43.ª | 23 al 31 de octubre de 1998               | Fernando Lara                | (no consta)                          |                                                             |
| 44.ª | 22 al 30 de octubre de 1999               | Fernando Lara                | (no consta)                          |                                                             |
| 45.ª | 20 al 28 de octubre de 2000               | Fernando Lara                | (no consta)                          |                                                             |
| 46.ª | 26 de octubre a 3 de noviembre de 2001    | Fernando Lara                | (no consta)                          |                                                             |
| 47.ª | 25 de octubre al 2 de noviembre de 2002   | Fernando Lara                | (no consta)                          |                                                             |
| 48.ª | 24 de octubre al 1 de noviembre de 2003   | Fernando Lara                | (no consta)                          |                                                             |
| 49.ª | 22 al 30 de octubre de 2004               | Fernando Lara                | Robert Guédiguian, Francia           |                                                             |
| 50.ª | 21 al 29 de octubre de 2005               | Juan Carlos Frugone          | (no consta)                          |                                                             |
| 51.ª | 20 al 28 de octubre de 2006               | Juan Carlos Frugone          | (no consta)                          |                                                             |
| 52.ª | 26 de octubre al 3 de noviembre de 2007   | Juan Carlos Frugone          | (no consta)                          |                                                             |
| 53.ª | 24 de octubre al 1 de noviembre de 2008   | Javier Angulo                | (no consta)                          |                                                             |
| 54.ª | 23 al 31 de octubre de 2009               | Javier Angulo                | Ettore Scola, Italia                 |                                                             |
| 55.ª | 23 al 30 de octubre de 2010               | Javier Angulo                | Adoor Gopalakrishnan, India          |                                                             |
| 56.ª | 22 al 29 de octubre de 2011               | Javier Angulo                | (no consta)                          |                                                             |
| 57.ª | 20 al 27 de octubre de 2012               | Javier Angulo                | Jorge Fons, México                   |                                                             |
| 58.ª | 19 al 26 de octubre de 2013               | Javier Angulo                | Raoul Peck, Haití                    |                                                             |
| 59.ª | 18 al 25 de octubre de 2014               | Javier Angulo                | Yvonne Blake, Reino Unido/ España    |                                                             |
| 60.ª | 24 al 31 de octubre de 2015               | Javier Angulo                | Goran Paskaljević, Serbia            |                                                             |
| 61.ª | 22 al 29 de octubre de 2016               | Javier Angulo                | Matías Bize, Chile                   |                                                             |
| 62.ª | 21 al 28 de octubre de 2017               | Javier Angulo                | (no consta)                          |                                                             |
| 63.ª | 20 al 27 de octubre de 2018               | Javier Angulo                | Miguel Gomes, Portugal               |                                                             |
| 64.ª | 19 al 26 de octubre de 2019               | Javier Angulo                | Josefina Molina, España              |                                                             |
| 65.ª | 24 al 31 de octubre de 2020               | Javier Angulo                | Peter Beale, Reino Unido             |                                                             |
| 66.ª | 23 al 30 de octubre de 2021               | Javier Angulo                | Deepa Mehta, India/ Canadá           |                                                             |
| 67.ª | 22 al 29 de octubre de 2022               | Javier Angulo                | Kate O'Toole, Reino Unido            |                                                             |
| 68.ª | 21 al 28 de octubre de 2023               | José Luis Cienfuegos         | (no consta)                          |                                                             |
| 69.ª | 18 al 26 de octubre de 2024               | José Luis Cienfuegos         | (no consta)                          |                                                             |

## Logotipo
El logotipo que identifica a la Semana Internacional de Cine de Valladolid desde 1984 es un "beso celuloide". El director de la Seminci en 1984, Fernando Lara, encargó al pintor leonés Manuel Sierra el diseño del cartel oficial del festival y tras presentar  diferentes propuestas se escogió el diseño del "beso celuloide", que cosechó tal éxito que desde entonces se ha utilizado como logotipo oficial del festival, siendo su imagen más reconocible. 
En 2010 el director del festival, Javier Angulo, propició la actualización de la imagen corporativa y se eliminó el fotograma inicial que enmarcaba los labios en el cartel. Además se modernizó la tipografía y en el año 2014 se incorporó el lema "Cine de autor" en el logotipo.

## Cartel
El Festival de Valladolid nació en 1956 como Semana de Cine Religioso, sin el apellido internacional y con el objetivo de que los turistas que se acercaban para presenciar las procesiones de Semana Santa alargaran su estancia en la ciudad unos días más. 
La etiqueta de cine religioso acompañó al festival en sus 17 primeras ediciones, hasta el tardofranquismo, en 1972, y esa raigambre se hace muy patente en el cartel de la primera edición, un encargo de Antolín de Santiago y Juárez, el primer director de la muestra, a José Antonio Perelétegui, un vallisoletano criado en León, primo del Premio Cervantes Francisco Umbral, que publicaba dibujos e ilustraciones en los diarios de la época. En su diseño, en sobrio blanco y negro, una férrea mano blande una robusta cruz cristiana en actitud amenazadora. El póster recoge los títulos de los seis largometrajes que conformaron la programación de aquella primera edición, que no fue competitiva. 
En 1978, una profunda crisis sacudió la Seminci. El Festival estuvo a punto de no celebrarse ese año, y como solución in extremis para evitar su desaparición, se trasladó en el calendario desde la primavera hasta el otoño, donde ha permanecido desde entonces. Un comité de dirección comandado por Fernando Herrero asumió las riendas del festival entre 1978 y 1983, y a partir de 1980 decidió encargar el cartel del festival cada año a uno de los integrantes del Grupo Simancas, un colectivo formado por pintores e intelectuales que en los años sesenta y setenta amplió los horizontes de la cultura local. 
Domingo Criado abrió la serie en el 25 aniversario, y a él le sucedieron el chileno afincado en Valladolid Jorge Vidal, Gabino Gaona y Félix Cuadrado Lomas, el artista fundacional y nuclear del Grupo, que plasmó en su lienzo su habitual geometrización y su inolvidable fusión con el paisaje y los campos de Castilla. 
La llegada de Fernando Lara a la dirección del festival en 1984 marcó una nueva etapa en el certamen. Para subrayar los nuevos tiempos, se encargó al artista leonés Manuel Sierra, que ya había firmado el primer póster de Seminci tras la muerte de Franco, la creación del cartel de esa edición. Entre las propuestas que presentó, se eligió un carnal beso al celuloide que comenzó a usarse como logotipo y se convirtió en seña de identidad del festival durante cuatro décadas. 
Se trata de una imagen icónica que subraya el amor al cine y con la que se daba un giro radical a la imagen tradicionalmente conservadora que se tenía en todo el país sobre el festival. En esa edición, se reformula por completo la estructura interna del festival y sus secciones, reconquistando al exigente público local y abriendo una etapa de reconocimiento y grandes hallazgos, desde la recuperación de Stanley Donen o Arthur Penn, a los descubrimientos de Winterbottom, Haneke, Terence Davies o Nanni Moretti. 
El pintor de raíces leonesas Eduardo Arroyo, galardonado con el Premio Nacional de Artes Plásticas y Medalla de Oro al Mérito en las Bellas Artes, fue el responsable del cartel anunciador de las Bodas de Oro del festival, en la primera de las tres ediciones con Juan Carlos Frugone al frente. Figura clave de la nueva figuración española y estrechamente ligado al pop art, su creación para Seminci irradia un fondo naranja sobre el cual emergen los bustos de dos espectadores, un hombre y una mujer, con gafas de tres dimensiones con las que miran al cine del futuro. 
El cartel sigue una línea abierta en el festival con el nuevo milenio, de escoger un lienzo vinculado con el cine y realizado por prestigiosos artistas de todo el mundo. La serie se prolongó desde el año 2000 hasta la llegada de Javier Angulo a la dirección en 2008, con obras preexistentes de Edward Hopper, Miquel Barceló, William Roberts, George Segal, Thomas Hart Benton, Karen Mazzarella y Jack Vettriano. 
En su segunda edición como director del festival, José Luis Cienfuegos convocó un concurso por invitación a tres empresas de diseño para que desarrollasen sus propuestas para crear una nueva identidad visual. La firma ganadora del concurso fue la vallisoletana PobrelaVaca Studio, integrada por Ana Mª Hernández y Félix Rodríguez (Mr. Zé) quienes apostaron por una imagen “clara, legible, actual, simple en formas y de gran valor emocional y visual”, a la que llegaron a partir de tres conceptos: simplicidad, modernización y versatilidad.
Su obra parte de la creación en 1984 de Sierra, que adaptan a los nuevos tiempos y formatos digitales, y se convirtió en la imagen que presidió el cartel de la 69ª edición del certamen. En estas últimas ediciones, Seminci ha apostado por los autores referentes de los nuevos caminos del cine contemporáneo y nombres como Miguel Gomes, Alain Guiraudie, Wang Bing, Alice Rohrwacher, Bertrand Bonello, Brady Corbet, Maura Delpero o Sean Price Williams. 